# هایاتو ساکورای
هایاتو ساکورای (انگلیسی: Hayato Sakurai؛ زادهٔ ۱۹۷۵) ورزشکار هنرهای رزمی ترکیبی و جودوکار اهل ژاپن است.